# Bobačka
Bobačka je jeskyně v NP Muráňská planina (katastrální území Muránska Huta). V roce 2001 byla prohlášena za národní přírodní památku. Ochranu získala pro svou typickou fluviokrasovou charakteristiku autochtonní jeskyně.
Vznikla v podmínkách planinového krasu. V jeskyni se nachází rozmanitá a neporušená krápníková výzdoba a také jedinečné erozní formy. Hnízdí zde 13 druhů netopýrů zejména vrápenec malý (Rhinolophus hipposideros) a netopýr velký (Myotis myotis).
Není veřejnosti přístupná. Celková délka známých chodeb je 3 km. Její vodní toky jsou zdrojem pitné vody pro obec Muránska Huta.

## Chráněné území
Bobačka je národní přírodní památka ve správě příspěvkové organizace Správa slovenských jeskyní. Nachází se v okrese Revúca v Banskobystrickém kraji. Území bylo vyhlášeno v roce 2001. Ochranné pásmo nebylo stanoveno.